# Hypercompe burmeisteri
Hypercompe burmeisteri là một loài bướm đêm thuộc phân họ Arctiinae, họ Erebidae.

## Hình ảnh

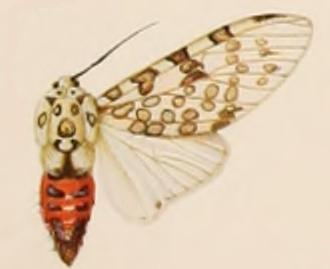
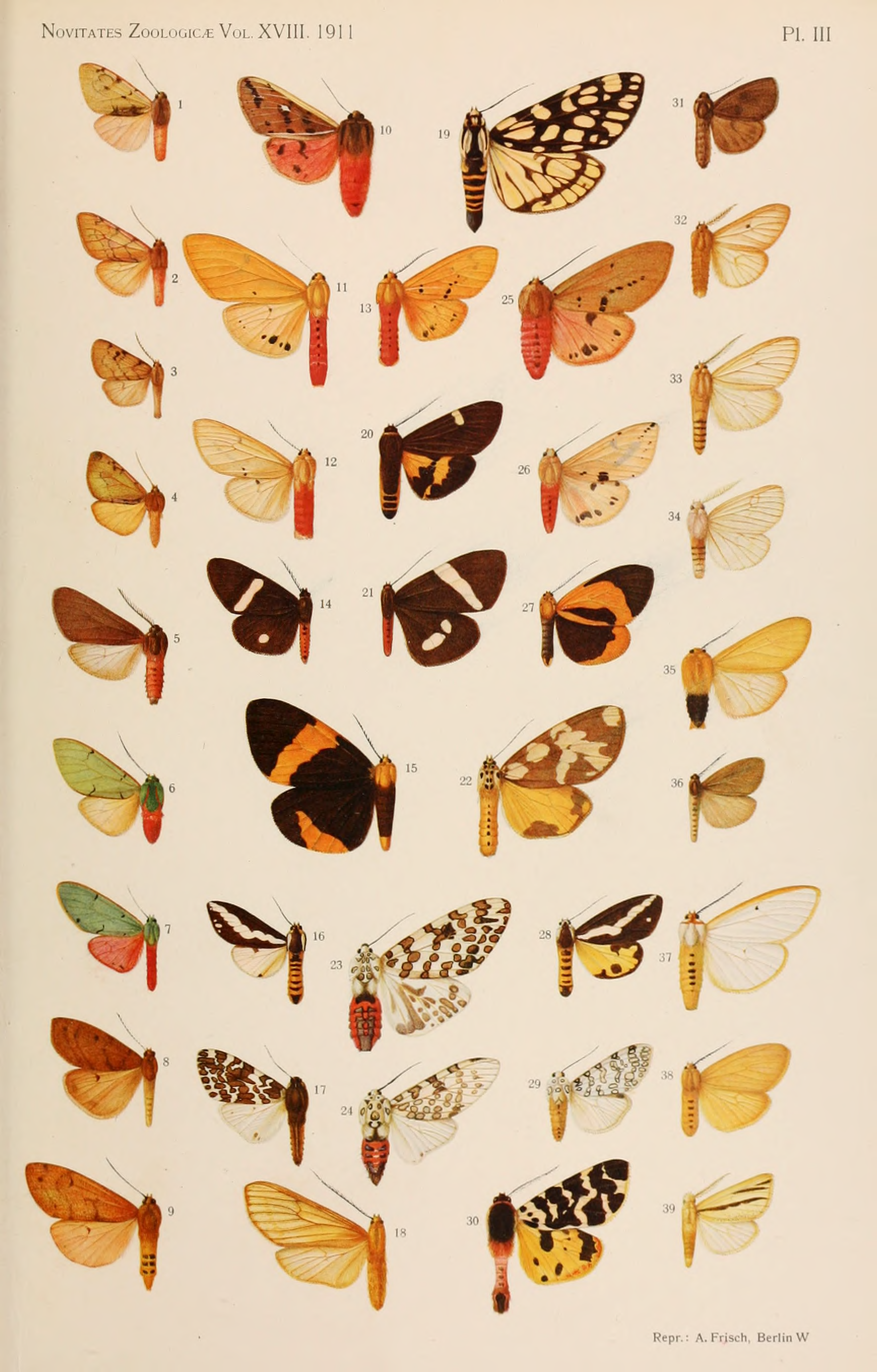